# Эгейт, Эдуард
Эдуард Эгейт (англ. Edward Agate; 12 февраля 1880, Пендлтон, ныне в составе Солфорда — 18 октября 1940, Йорк) — британский музыкант и переводчик, младший брат Джеймса Эгейта.
Родился в семье Чарльза Джеймса Эгейта (1832―1909), торговца тканями и большого любителя искусств. Учился музыке под руководством Зигфрида Якоби. Опубликовал ряд фортепианных и вокальных сочинений, в том числе Пять песен для сопрано с посвящением Фредерику Делиусу, к которому был близок. После смерти Делиуса вместе с Томасом Бичемом переработал его оперу «Коанга» для британской премьеры 1935 года. Песня Эгейта «Печальная история» (нем. Traurige Geschichte) входила в репертуар Джона Коутса.
В наибольшей степени известен как переводчик связанных с музыкой текстов. В переводе Эгейта опубликована книга Николая Римского-Корсакова «Основы оркестровки» (1922), ему принадлежат английские версии либретто опер Жака Оффенбаха «Сказки Гофмана» (1910), Игоря Стравинского «Соловей» (1914) и Римского-Корсакова «Снегурочка» (1934), оратории Артюра Онеггера «Царь Давид», русские тексты ко многим романсам Сергея Рахманинова, а также Римского-Корсакова, Николая Метнера, Франсиса Пуленка и др.